# Garigă

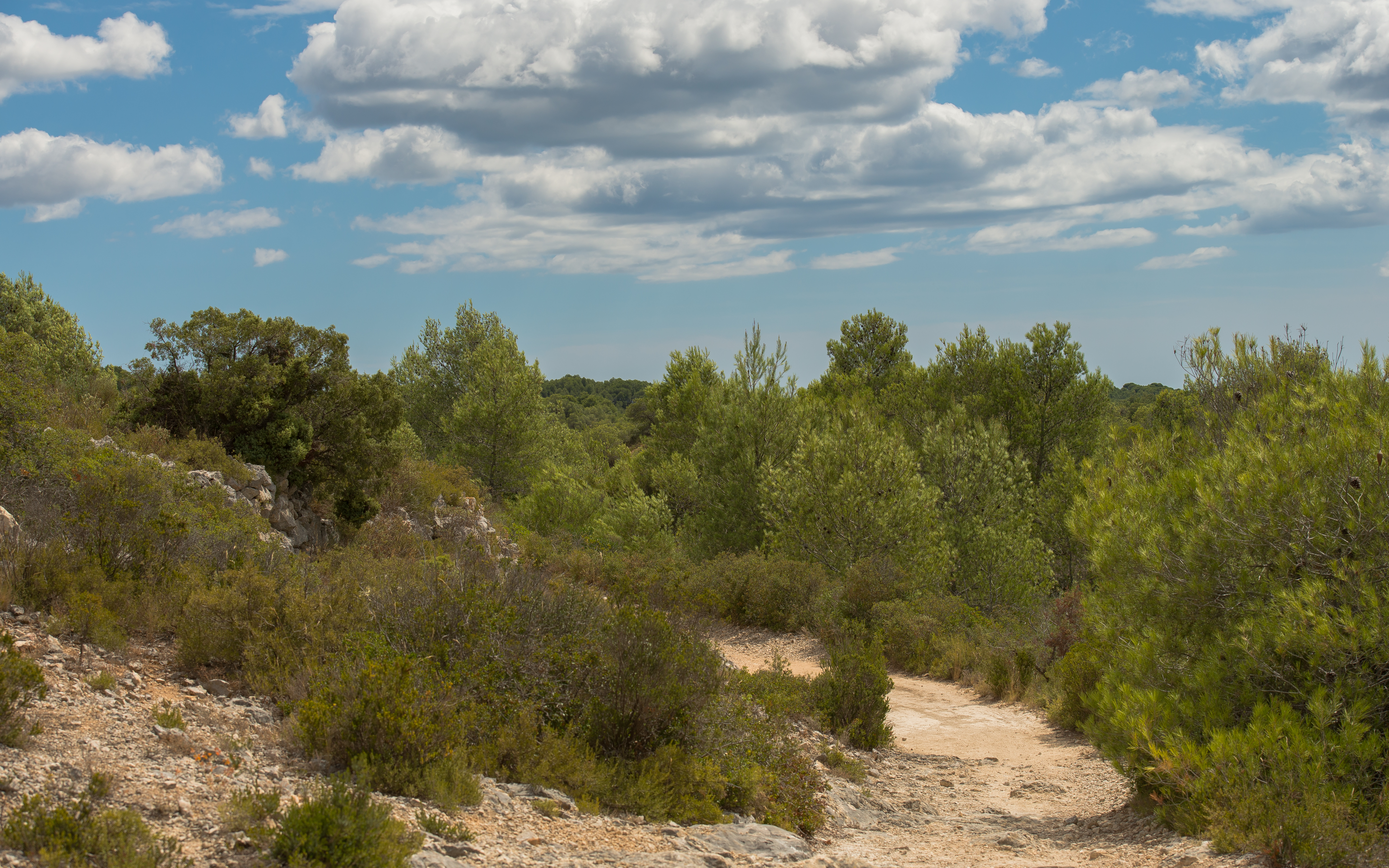
Gariga în Castelnau-de-Guers.

Gariga este un tip de ecoregiune formată din formațiuni vegetale alcătuite din stejari, tufișuri de arbuști și ierburi, care îmbracă solurile calcaroase din bazinul mediteraneean.

## Originea cuvântului
Citat prima dată în limba franceză în anul 1546, cuvântul în forma singulară garrigue este împrumutat de la cuvântul provençal garriga, echivalent cu vechiul cuvânt francez jarrie.